# Rhodostrophia badiaria
Rhodostrophia badiaria is een vlinder uit de familie spanners (Geometridae). De wetenschappelijke naam is voor het eerst geldig gepubliceerd in 1841 door  Freyer.
De soort komt voor in Europa.